# مایکروسافت آفیس ۲۰۱۳

صف نشان‌های مایکروسافت آفیس ۲۰۱۳

مایکروسافت آفیس ۲۰۱۳ (به انگلیسی: Microsoft Office 2013، همچنین موسوم به آفیس ۲۰۱۳ و با اسم کد آفیس ۱۵) یک مجموعه اداری شامل نرم‌افزارهای یکپارچه با هم، سرورها و سرویس‌ها است که برای سیستم‌عامل‌های مایکروسافت ویندوز ساخته شده‌است و جانشین مایکروسافت آفیس ۲۰۱۰ است. آفیس ۲۰۱۳ به عنوان بخشی از ویندوز آر تی برای پردازنده‌های ARM در دسترس خواهد بود، و به‌طور جداگانه برای آی‌ای-۳۲ و x86-64 نسخه از ویندوز است.

## تاریخچه و توسعه

### زمان عرضه
آفیس ۱۵ نسخهٔ ۱۰۰۰٫۲۷۰۳ در ماه مه ۲۰۱۱ عرضه شد.

### پیش نمایش‌های رسمی
در تاریخ ۳۰ ژانویه ۲۰۱۲، مایکروسافت پیش‌نمایش فنی آفیس ۱۵، نسخهٔ ۱۰۱۰٫۳۶۱۲ را به‌طور محدود عرضه کرد. مایکروسافت در ژوئیهٔ ۲۰۱۲ نسخه آزمایشی عمومی آفیس را نیز عرضه کرد.

## ویژگی‌های جدید
آفیس ۲۰۱۳ رابط کاربری برنامه‌های خود را نو کرده و رابط کاربری آن مترو است که زبان طراحی است که توسط مایکروسافت منتشر شده. مایکروسافت آوتلوک (Microsoft Outlook) دستخوش تغییرات زیادی شده‌است به عنوان مثال رابط مترو جلوه‌های جدیدی را برای کارهای برنامه‌ریزی شده دارد. پاورپوینت (PowerPoint) نیز شامل الگوها و جلوه‌های متحرک بیشتری شده‌است. در ۱۶ مه ۲۰۱۱، تصاویر جدیدی از آفیس ۱۵ منتشر شد که نشان می‌داد اکسل (Excel) با یک ابزار برای فیلتر کردن داده‌ها در یک خط زمان، توانایی تبدیل اعداد رومی به اعداد عربی و فارسی و ادغام توابع پیشرفته مثلثاتی دارد. در نرم‌افزار واژه‌پردازی ورد (Word) هم قابلیت قرار دادن ویدئو و صدای آنلاین و همچنین پخش اسناد بر روی وب را دارد. مایکروسافت قول پشتیبانی از قالب Office Open XML Strict را با نسخه ۱۵ آفیس داده‌است. هم‌چنین این نسخه از قالب اودی‌اف ۱٫۲ پشتیبانی خواهد کرد.